# 龟兹语
龟兹语，又称乙种吐火罗语（Tocharian B）或西吐火罗语（West Tocharian），是印欧语系吐火罗语族的西部分支，于公元9世纪灭绝。乙种吐火罗语曾使用于中亚的塔里木盆地，其内部发展具有时间顺序，已发现三个阶段。